# Tanacetum sanguineum
Tanacetum sanguineum — вид рослин з роду пижмо (Tanacetum) й родини айстрових (Asteraceae).

## Середовище проживання
Ендемік північного Ірану.